# Église Notre-Dame de la Dalbade
Pour les articles homonymes, voir Église Notre-Dame et Notre-Dame.
L’église Notre-Dame de la Dalbade est un lieu de culte catholique qui se situe rue de la Dalbade dans le quartier des Carmes à Toulouse en France. Il ne faut pas la confondre avec la basilique de la Daurade sur le quai du même nom. Son nom actuel provient de l'ancienne église qui la précéda et qui était couverte d'un enduit blanc (de la chaux), lui conférant le nom de Santa Maria dealbata (Sainte-Marie la blanche). L'édifice actuel, assez austère de l'extérieur, est typique de l'architecture gothique méridionale.

## Histoire
La première église tint place de 541 à la fin du XVe siècle à l'emplacement d'un premier oratoire. Elle finit ravagée par un incendie le 27 octobre 1442 en même temps que le reste du quartier. Malgré sa disparition, le nom actuel de la dalbade (qui dérive de la dealbata) est conservé.
La construction de l'église actuelle daterait de la fin du XVe siècle, vers 1480. Son clocher signé Nicolas Bachelier (auteur de l'Hôtel d'Assézat et du Pont Neuf) est édifié en 1551. Une trentaine de bustes en bossage sculptés par Bachelier et ses élèves sont exposés au musée des Augustins de Toulouse.
Symbole du pouvoir ecclésiastique, sa flèche qui culminait à 87 m est démontée en 1795, puis reconstruite en 1881 à une hauteur de 81 m (selon la plaque mémorielle sur le site). Marquant alors le point plus haut de la ville, ce clocher était comparable à celui de la cathédrale Sainte-Cécile d'Albi. Il s'écroule brutalement le 12 avril 1926 à 3h15 du matin, tuant notamment un couple de boulangers, estropiant leur fils  et entraînant d'importants dégâts sur les maisons avoisinantes.

Effondrement du clocher en avril 1926
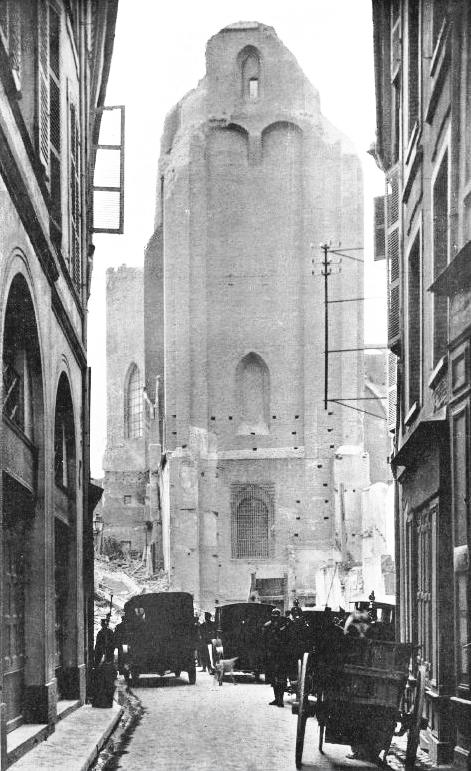
L'église décapitée (vue depuis la rue des Paradoux).
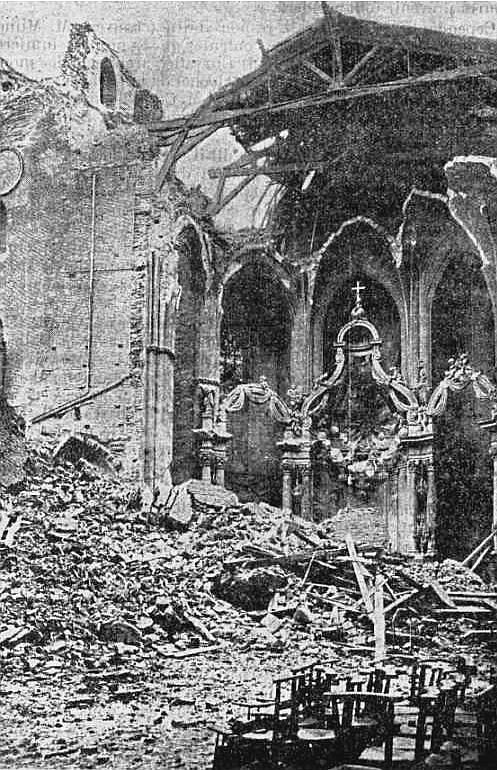
Le monceau de gravats.
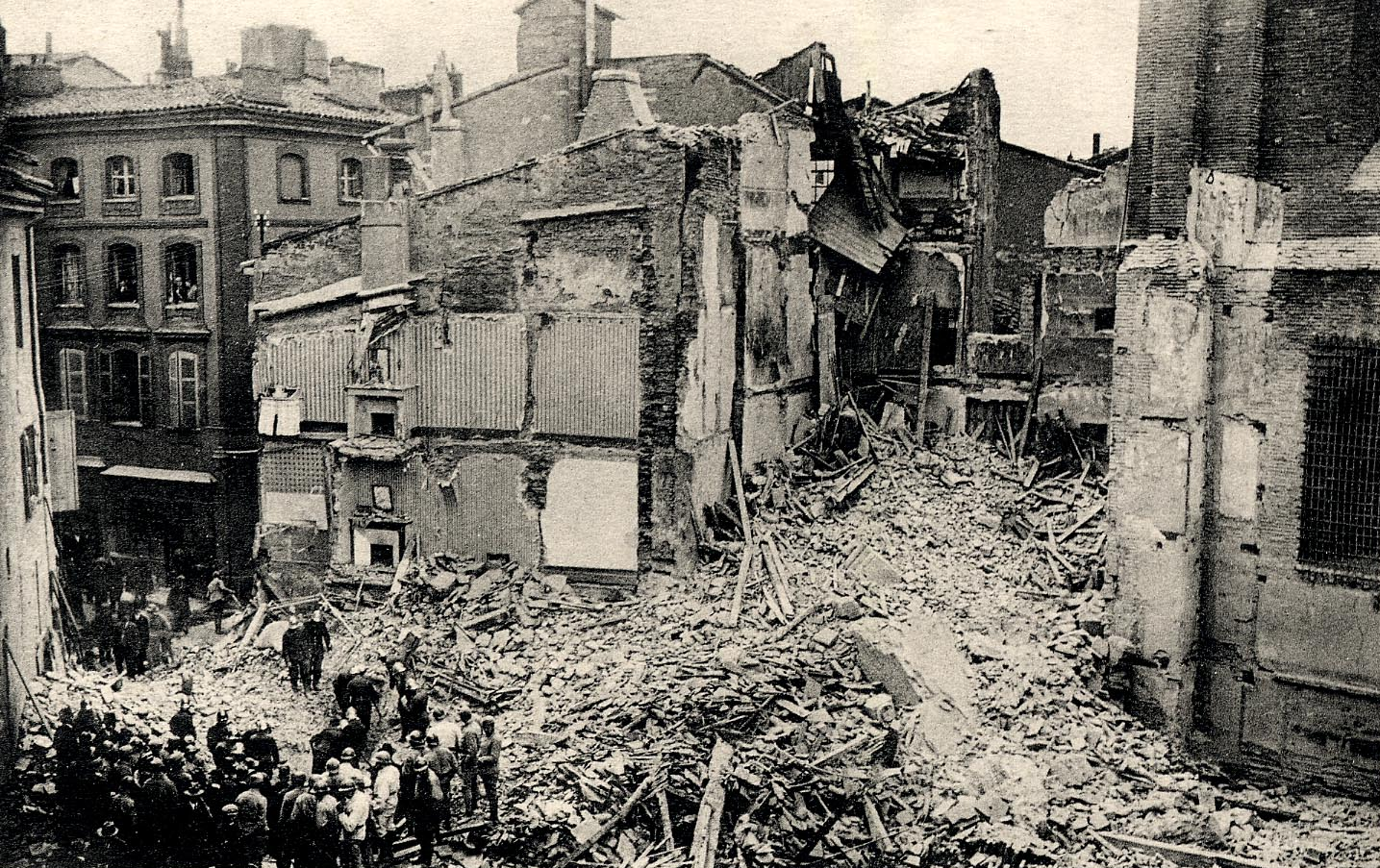
Vue d'ensemble des décombres.
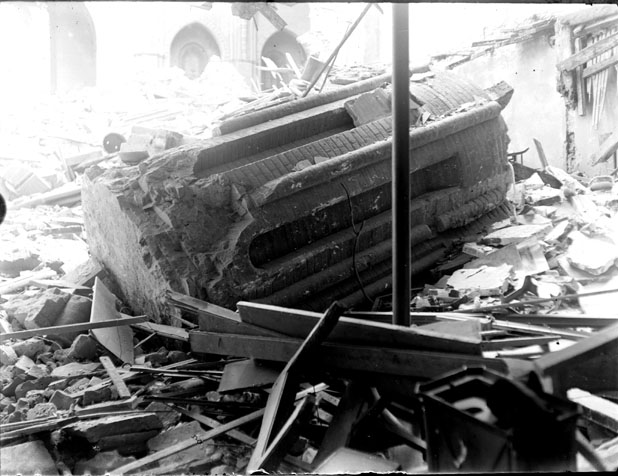
Clocher effondré au milieu des gravats.

## Description

### Extérieur
L'église aux allures de forteresse médiévale avec des murs épais, des ouvertures étroites et une tour nord avec créneaux présente en façade, un tympan de type Renaissance italienne, fait de céramique qui représente une copie du Couronnement de la Vierge de Fra Angelico. Ce décor flamboyant a été réalisé par Gaston Virebent en 1874. Le portail Renaissance date quant à lui de 1537.

Sur le linteau gravé situé sous le tympan, on peut lire ce distique de deux alexandrins:
Chrestien si mon amour est en ton cœur gravé,
Ne diffère en passant de me dire un ave

#### Photos d'époque

La façade avant la mise en place du tympan (Eugène Trutat)
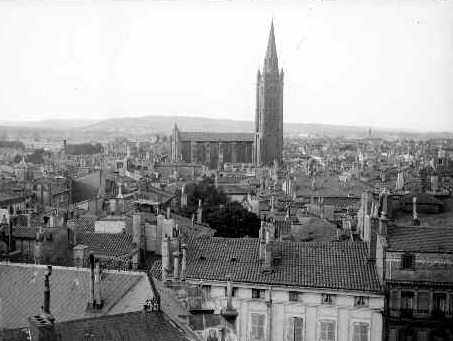
Clocher avant sa chute en 1926
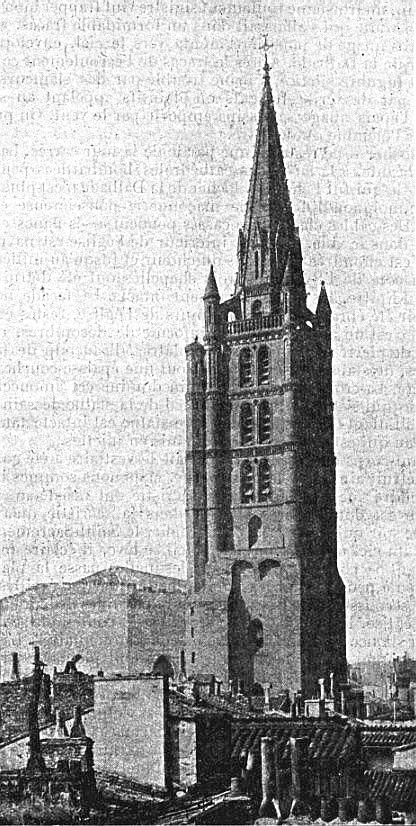
Le clocher culminait à 91 mètres
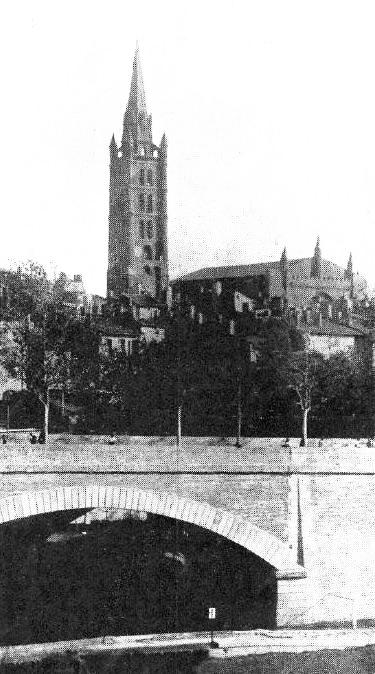
Le clocher depuis le Pont-Neuf

#### La façade
Le portail date de la Renaissance, au milieu une statue de la Vierge à l'enfant, à gauche sainte Catherine et à droite sainte Barbe. Le tympan en céramique est l’œuvre de Gaston Virebent (1878) d'après Le couronnement de la Vierge de Fra Angelico.
Statues : à gauche saint Germier et en dessous saint Jean-Baptiste ; à droite l'évêque saint Rémi et en dessous saint Sébastien. Les originales sont conservées dans la chapelle de Saint-Germier ; les sculpteurs sont Adolphe Azibert et Charles Ponsin-Andahary. En dessous de la rosace, l'enfant Jésus debout.

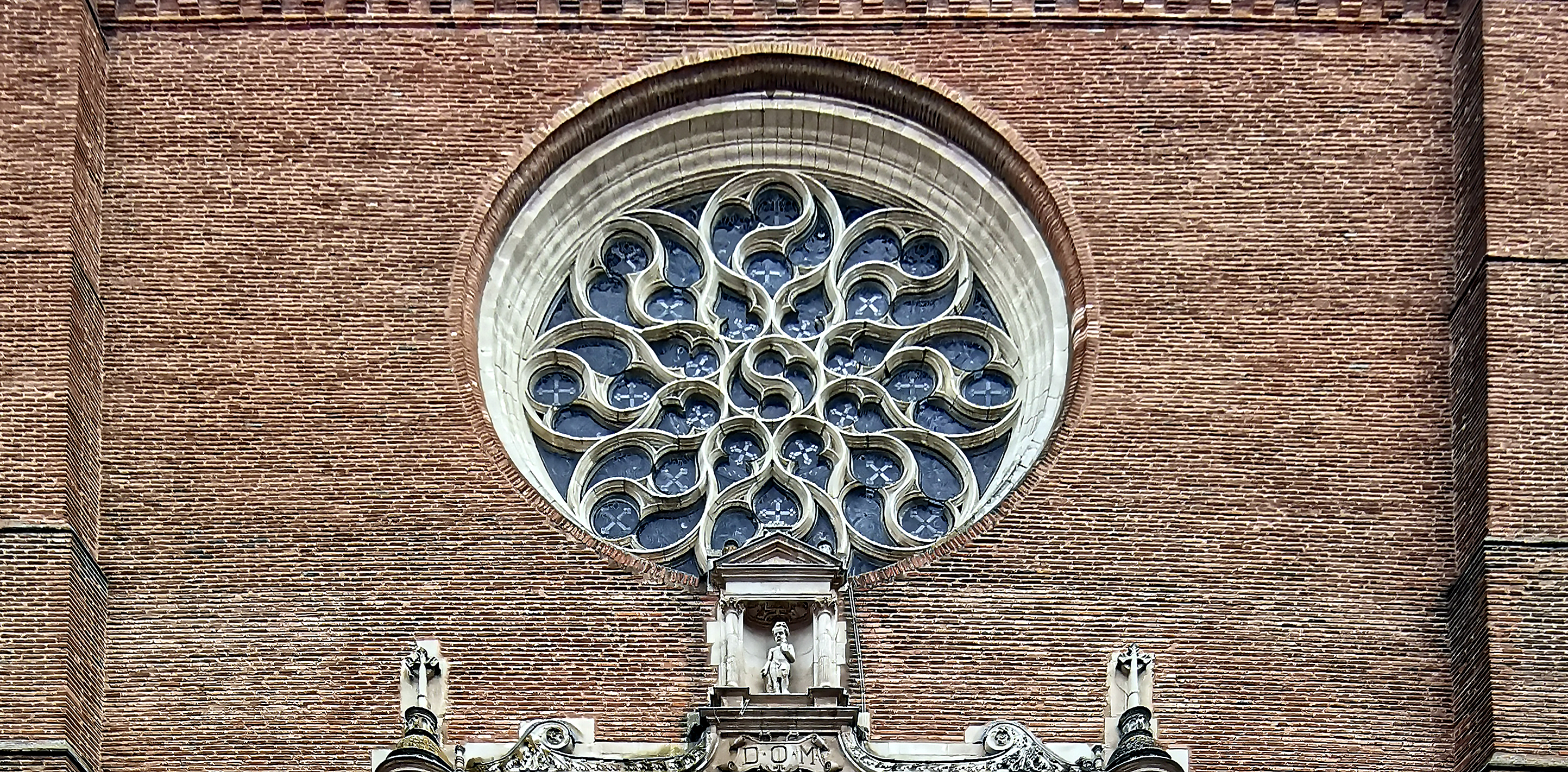
Rosace extérieur
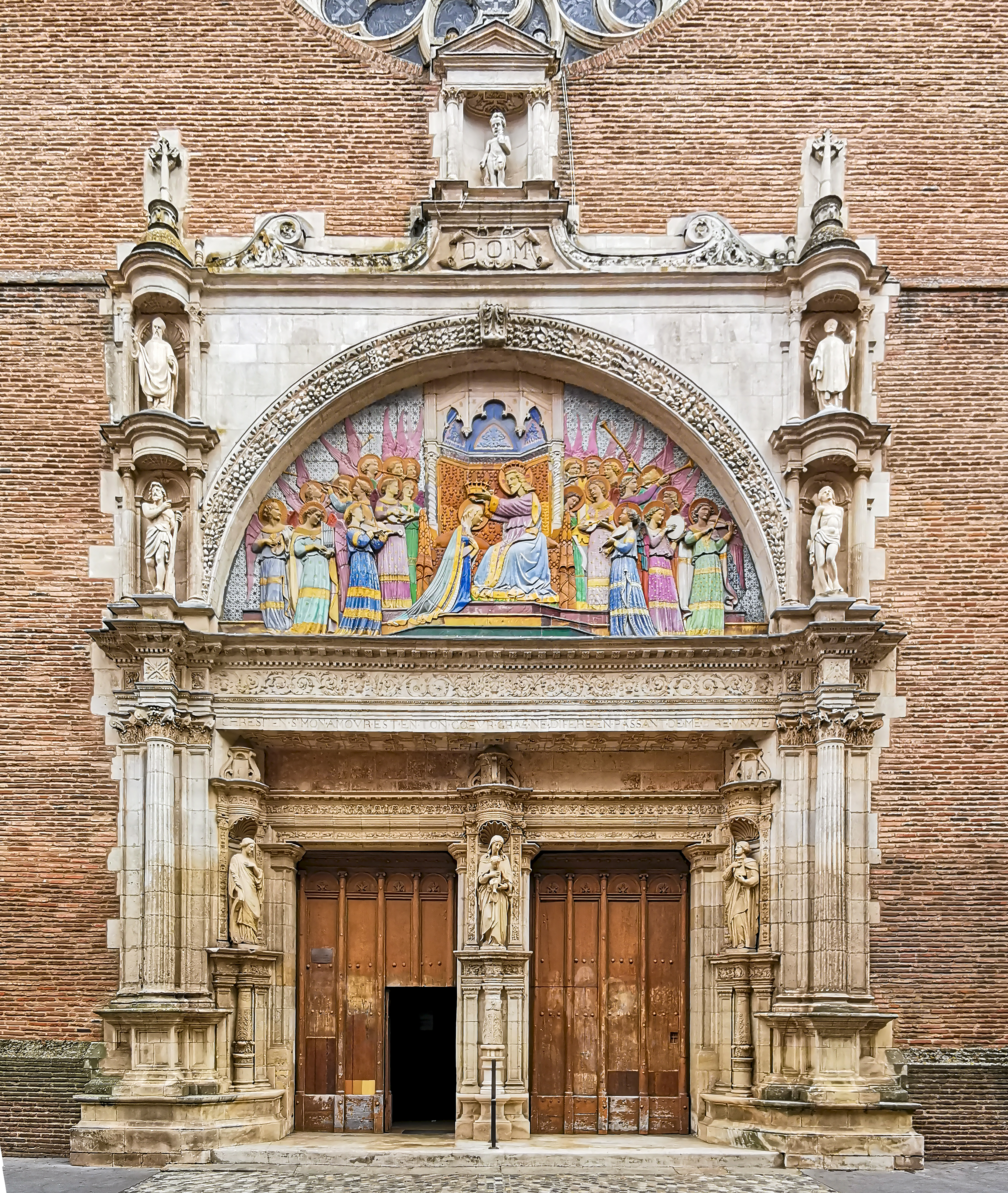
Portail Renaissance vers 1540
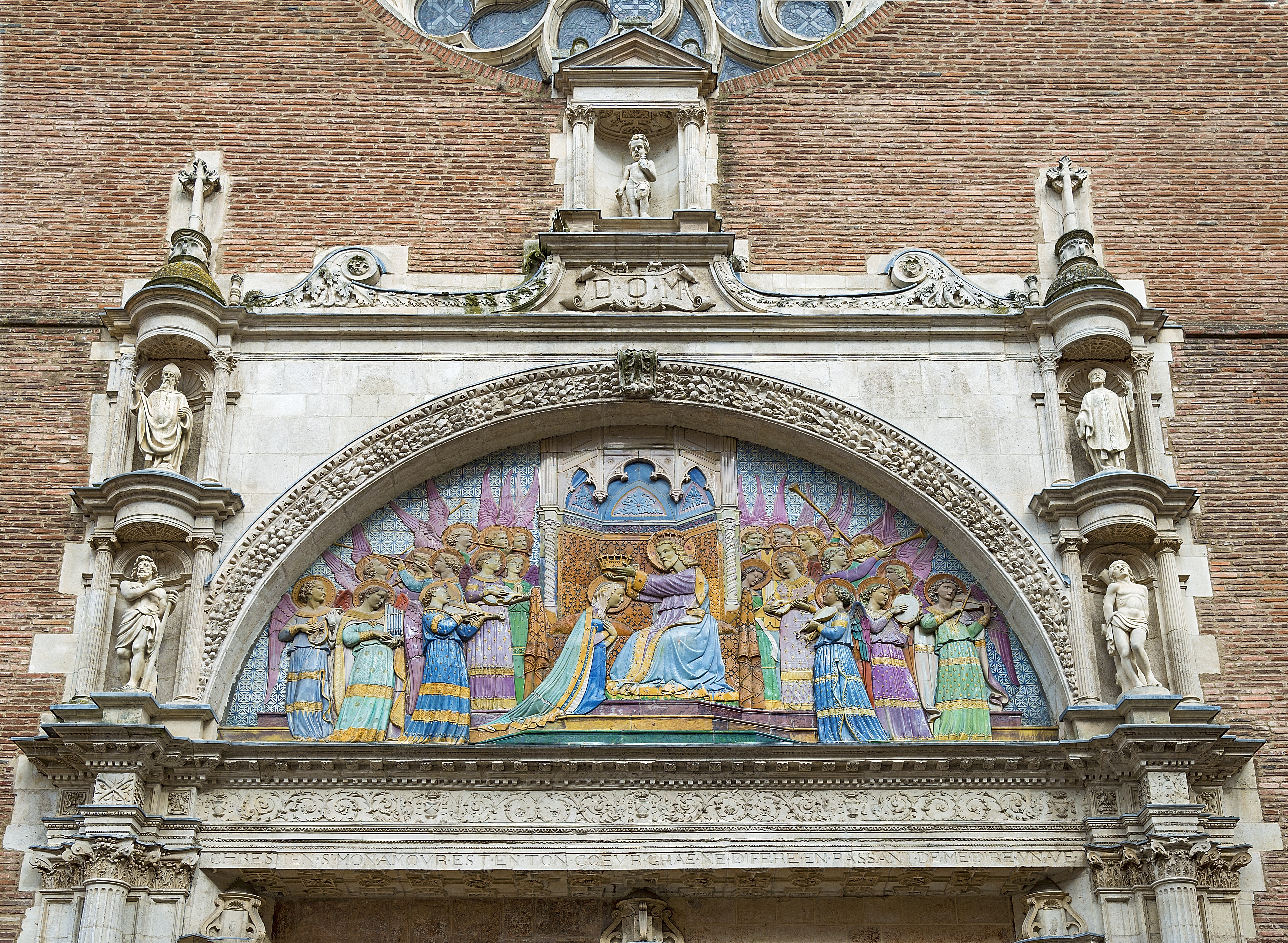
Tympan en céramique de Gaston Virebent 1878

### Intérieur
L’intérieur a été restauré en 1926 après effondrement du clocher. Il permet de voir plusieurs œuvres.
Plusieurs statues célèbrent la beauté de Marie-Médiatrice de toutes les grâces, protectrice des mères et des enfants.

#### Chapelles de gauche
- Chapelle d'accueil, on y voit une statue sculptée en bois de la Vierge Marie à l'Enfant, c'est là qu'est installé la crèche de Noël.
- Chapelle de la tradition du Carmel, on y voit une statue de sainte Thérèse de Lisieux, une statue de sainte Jeanne D'Arc, et un tableau du XVIIIe siècle représentant sainte Thérèse d'Avila classé[4].
- Chapelle de saint Jean-Baptiste, un monument à la mémoire des Hospitaliers de l'ordre de Saint-Jean de Jérusalem (Leur prieuré est attenant à l'église), et un tableau représentant la Visitation de Despax du XVIIIe siècle.
- Chapelle de Sainte-Barbe, un tableau du XVIIIe siècle représentant sainte Barbe[5], une statue de saint Jean l'évangéliste, et une statue de sainte Germaine de Pibrac.
- Chapelle de Saint-Pierre, avant le chœur : ronde-bosse en bois du XVIe représentant saint Pierre marchant sur les eaux. Cette statue était vénérée par la confrérie des pêcheurs et bateliers de Tounis. Initialement dans la chapelle des fonts baptismaux, elle a été endommagée par la chute du clocher en 1926.

#### Le chœur
La nativité de la Vierge de Jean-Baptiste Despax classé , et quatre tableaux de l'atelier de Jean-Baptiste Despax.

#### Les vitraux
Les grands vitraux du chœur illustrent les scènes de la vie de Marie : la Présentation au temple, l'Annonciation, la Nativité de Jésus, l'Assomption.

#### Chapelles de droite
Deux chapelles sont dédiées à Marie.
- Chapelle de Notre-Dame de la Dalbade avec une statue de la Vierge à l'Enfant.
- Chapelle de saint Germier avec les statues de saint Germier, saint Jean-Baptiste et de saint Sébastien. Ces statues étaient à l'origine sur la façade de l'église. Elles ont été remplacées par des copies.
- Chapelle de Notre-Dame du Mont-Carmel, un bas-relief d'Henry Maurette de 1891, la scène représente la Sainte Vierge remettant le " scapulaire " du Mont Carmel à saint Simon Stock en 1251, à Cambridge
- Chapelle du Christ de souffrance avec les bustes-reliquaires de saint Saturnin et saint Germier, au milieu se trouve une statue taillée en pierre du XVIe siècle : Ecce Homo (Christ de pitié) [7],[Note 1].
- Le baptistère. Au centre une scène représentant la crucifixion de Jésus, à gauche la Vierge Marie, à droite saint Jean l'évangéliste. Au pied a été placée une Pietà en bois du XVIe siècle. Ce crucifix était à l'origine celui de l'oratoire du Salin au XVe siècle, il fut connu comme le " Christ miraculeux du Salin ", transféré à la Dalbade au XVIe siècle et caché pendant la Révolution [8]. Sur le mur de droite un tableau représentant La présentation de Marie au temple d'un auteur anonyme fin XVIIIe début du XIXe. L’œuvre est inscrite au titre des monuments historiques[9].

## L'orgue
Construit à l'origine par le montpelliérain Prosper-Antoine Moitessier en 1849 avec 46 jeux sur 3 claviers (dont un positif de dos) et pédalier, cet orgue est perfectionné et porté à  50 jeux par les toulousains Eugène & Jean-Baptiste Puget en 1888, inauguré le 22 novembre 1888 par Charles-Marie Widor. Le positif dorsal est supprimé et le grand-corps élargi d'une plate-face et d'une petite tourelle de chaque côté. Vingt-quatre jeux sont placés dans deux boîtes expressives (13 pour le Positif & 11 pour le Récit). Maurice Puget, dernier représentant de cette dynastie de facteurs d'orgues, relève et modifie l'orgue en 1927, après l'effondrement du clocher. Cet instrument est restauré en 2009 par Gérard Bancells et Denis Lacorre. L'orgue de tribune est classé au titre des monuments historiques. La tribune elle-même et ses boiseries sculptées ont été exécutées d'après les dessins de Jean Noël-Joseph Bonnal, architecte de la ville de Toulouse.

### Discographie
- Charles Tournemire : L'Orgue mystique - Cycle après la Pentecôte opus 57 par Georges Delvallée - Accord Universal 461 641-2
- César Franck : Pièces pour orgue.
  - Trois Pièces (1878) : Fantaisie en la majeur, Cantabile, Pièce héroïque ; Prélude, Fugue, Variation (extrait des Six pièces de 1859-1863) ; Premier Choral en mi majeur (extrait des Trois Chorals de 1890).
    - Lionel Avot, orgue. Orgue de Notre-Dame de la Dalbade. France : Éditions Hortus, 2011. Hortus 083. 1 CD.

## Galerie

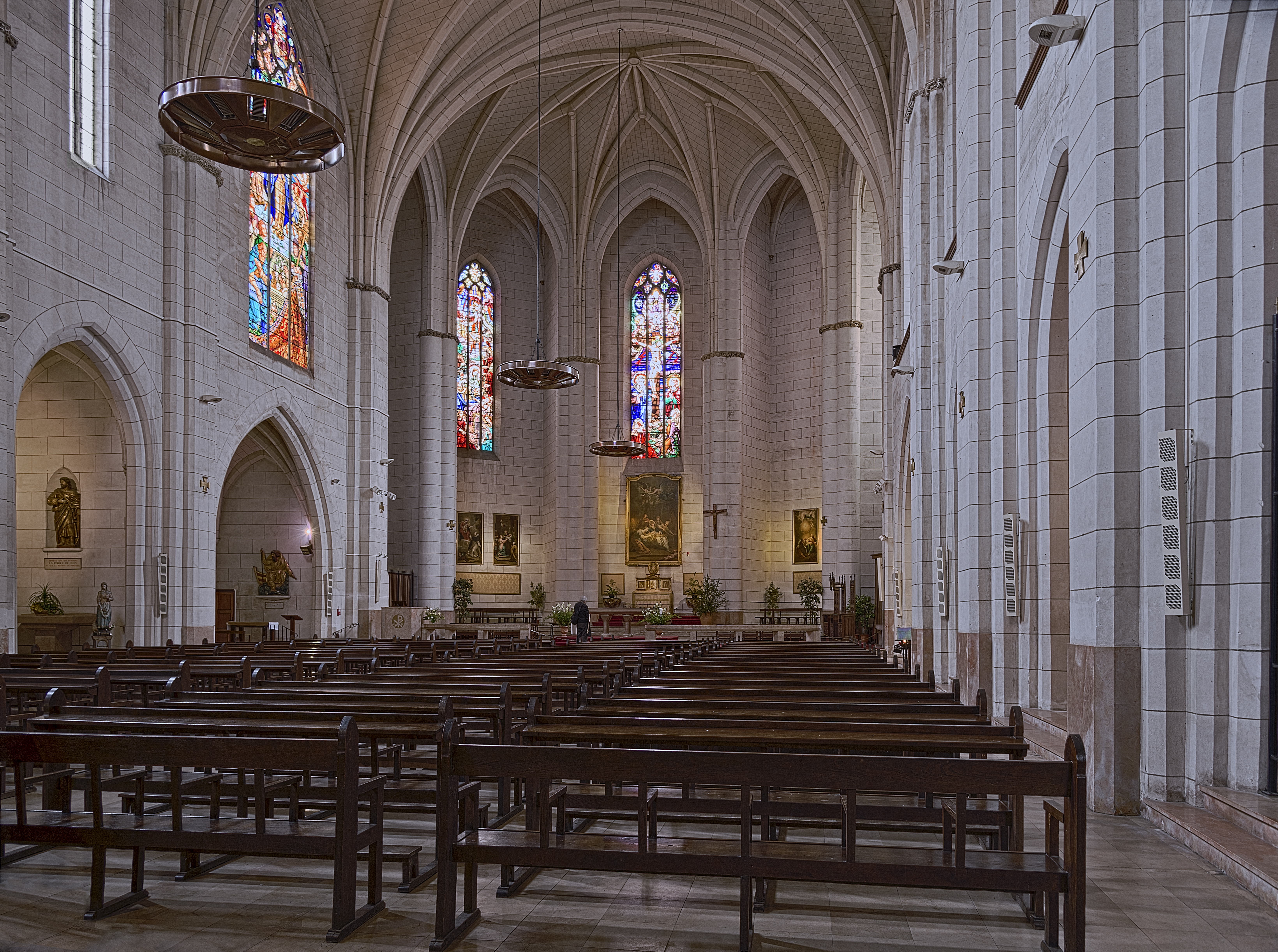
Intérieur (nef et chœur)
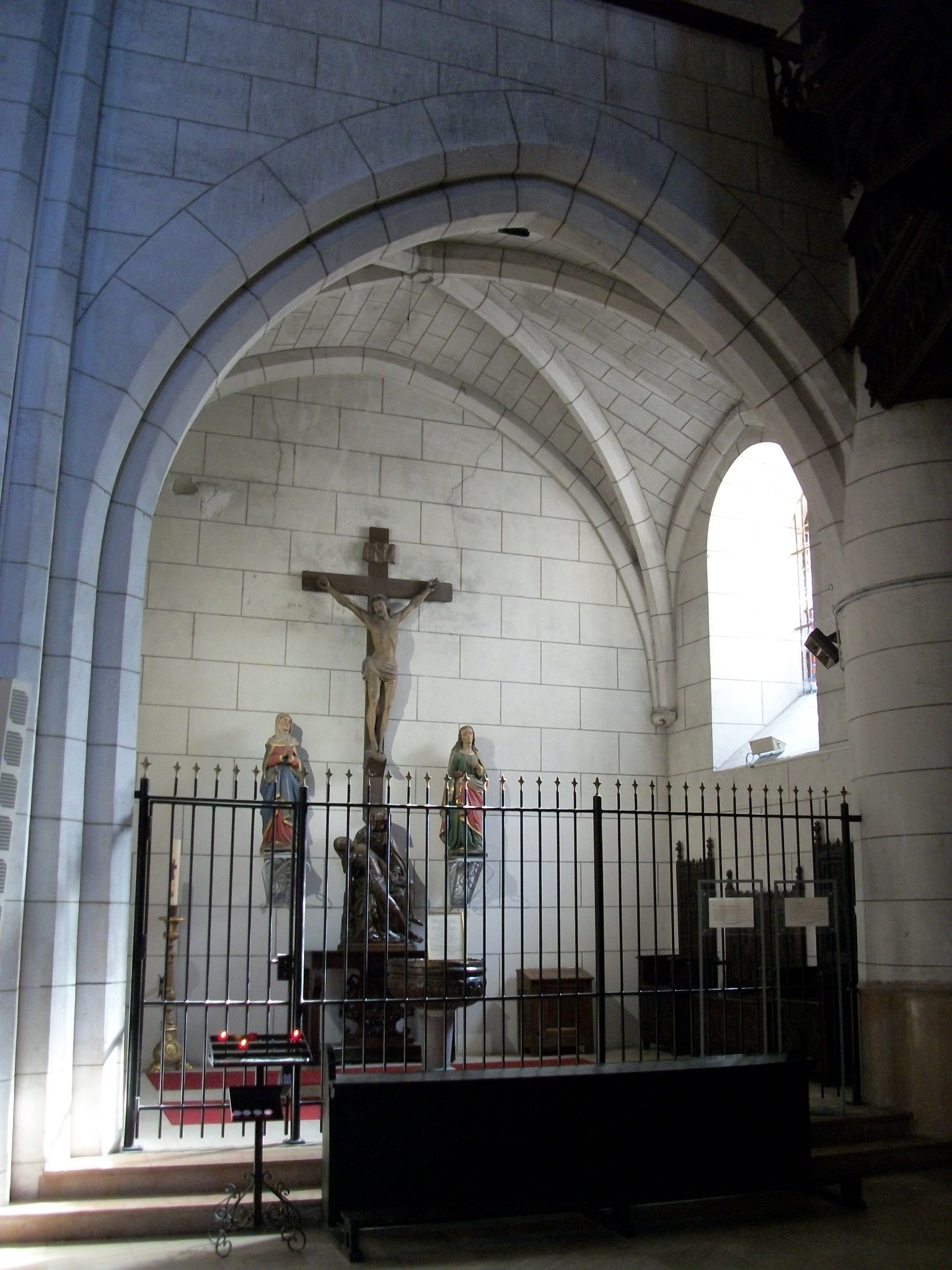
Le baptistère
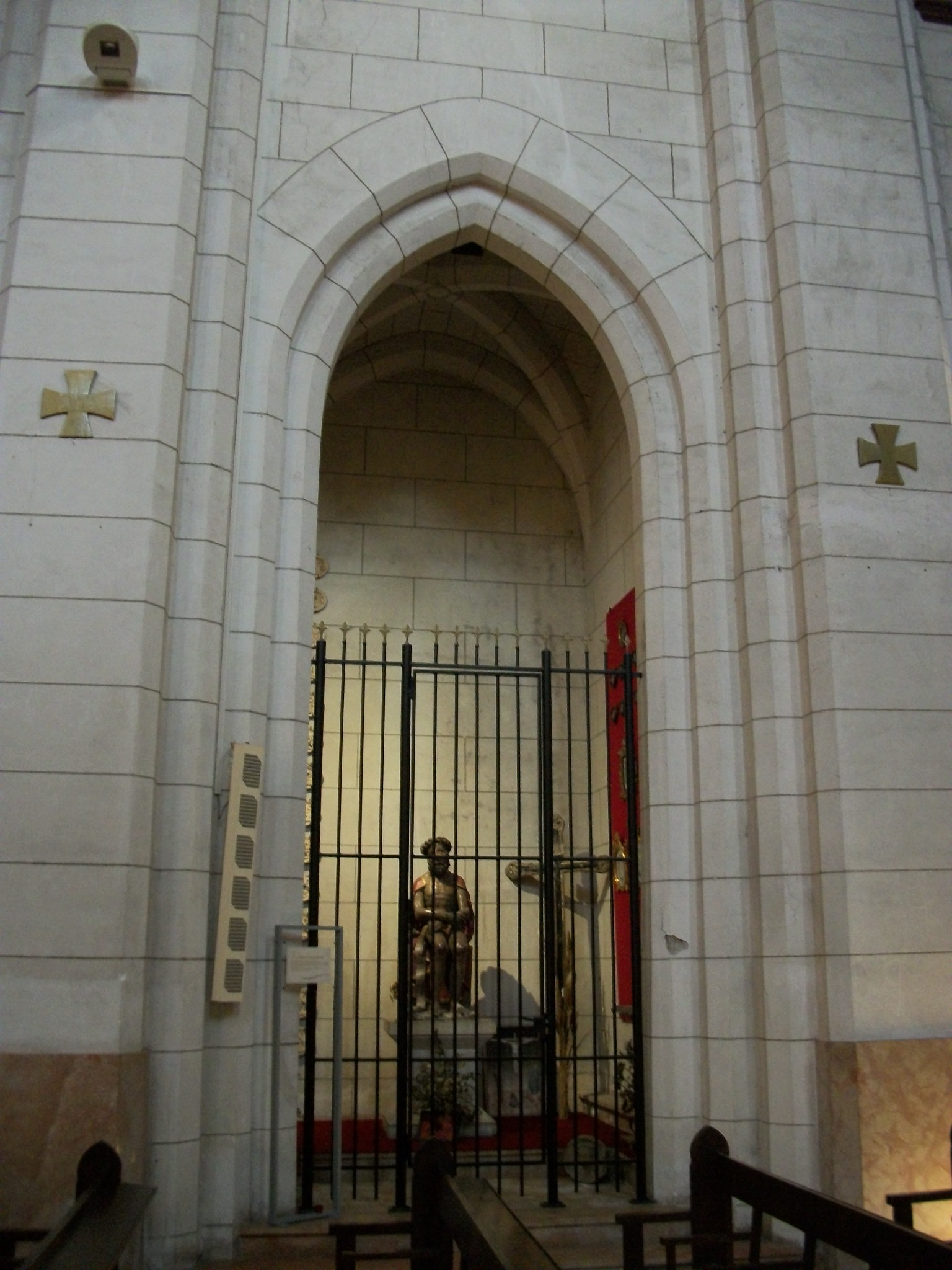
Chapelle du Christ de souffrance
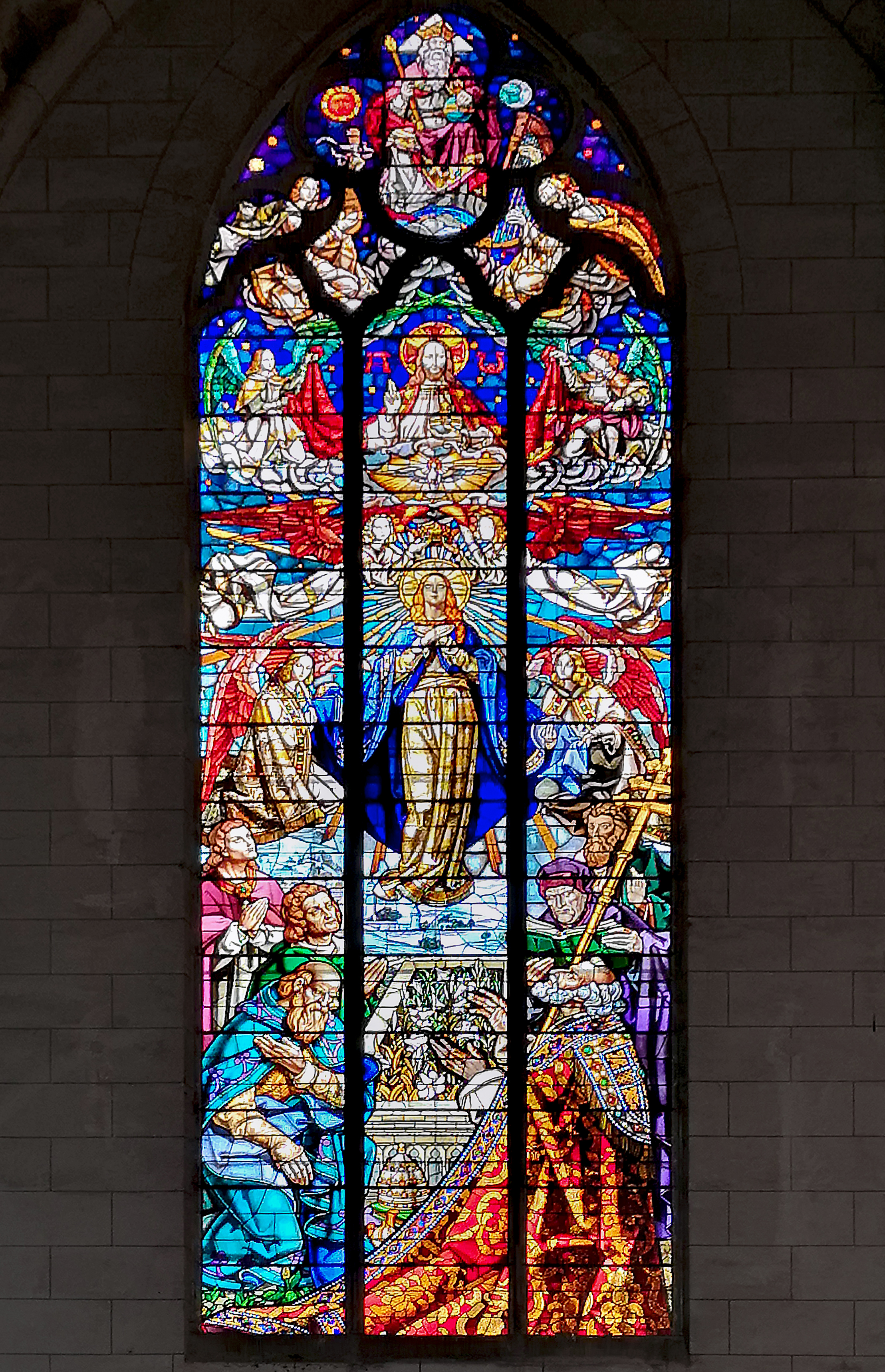
Vitrail de l'assomption
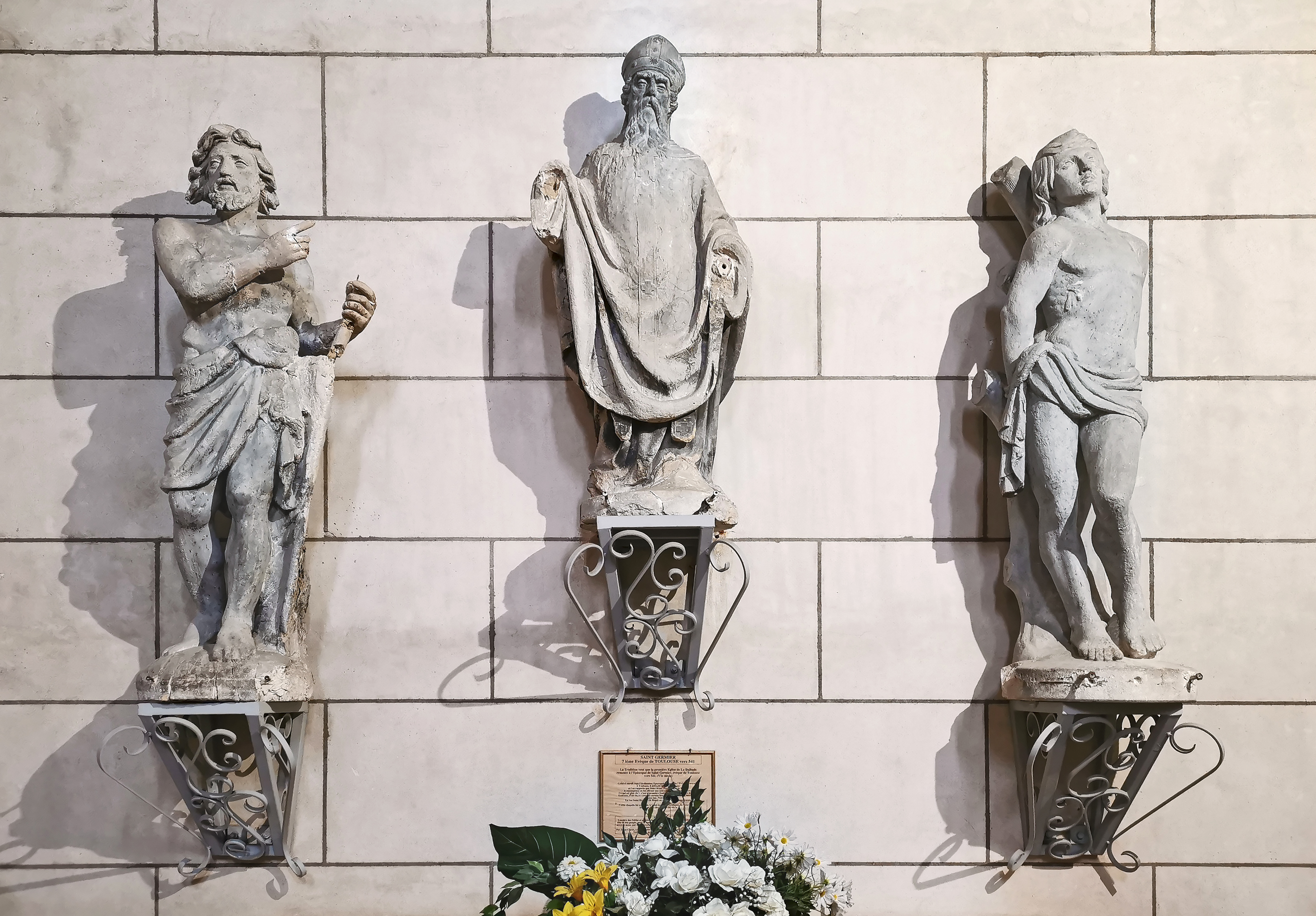
Statues originales de la façade